# Clubiona kumadaorum
Clubiona kumadaorum är en spindelart som beskrevs av Ono 1992. Clubiona kumadaorum ingår i släktet Clubiona och familjen säckspindlar. Inga underarter finns listade i Catalogue of Life.